# Cytaty Przewodniczącego Mao

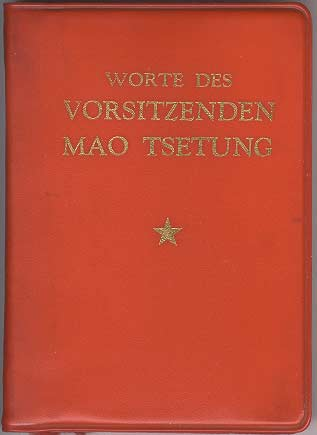
Mała czerwona książeczka, niemieckie wydanie z 1972 roku

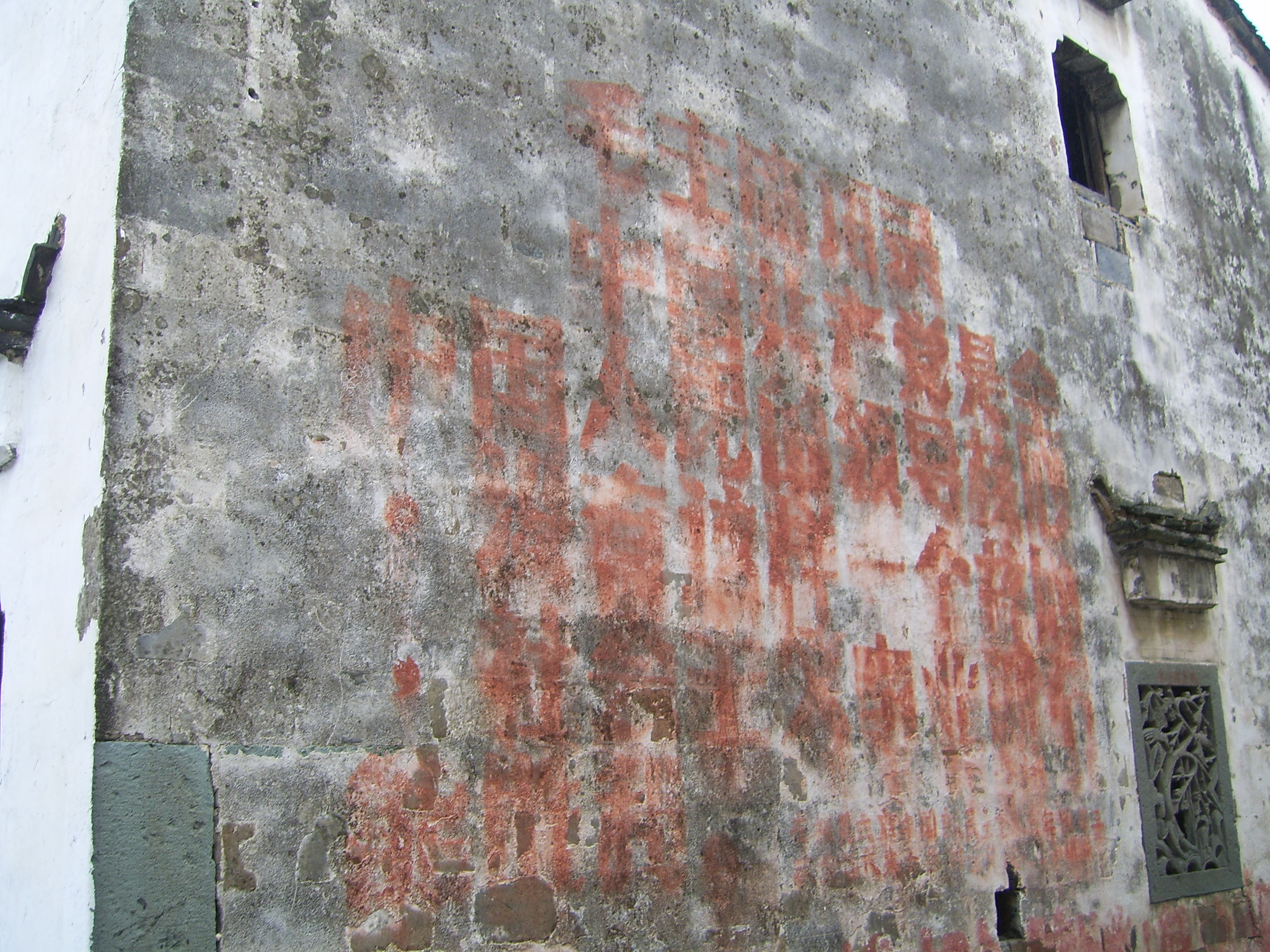
Cytaty z „książeczki” na murze

Cytaty z Przewodniczącego Mao (chiń. 毛主席语录, Máo zhǔxí yǔlù), na Zachodzie nazywane także Czerwoną książeczką – „biblia” hunwejbinów w okresie rewolucji kulturalnej (1966-1976). Każdy Chińczyk był zobowiązany do jej studiowania, zachęcano do uczenia się jej na pamięć. Cytaty pełniły rolę pozdrowienia na ulicy, w pracy, czy podczas rozmowy telefonicznej, wypisywano je także na transparentach, fasadach domów, noszonych na piersiach znaczkach, a nawet na ramach rowerów.
Książeczka była wydawana od 1964 roku. Zawiera przedmowę napisaną przez marszałka Lin Biao, który wcześniej wybierał cytaty do publikacji w dzienniku Armii Ludowo-Wyzwoleńczej, jako wyraz kultu jednostki wobec Przewodniczącego Mao. Składa się z 33 rozdziałów, które zawierają 427 cytatów wybranych z artykułów, książek i przemówień Mao Zedonga, którego portret znajduje się na jednej z pierwszych stron książeczki, a w niektórych wydaniach również na okładce. Książeczka wydawana była oryginalnie w formacie A6, aby można było zawsze nosić ją przy sobie.
W Chinach wydano nawet do miliarda egzemplarzy „Cytatów...”, co sytuuje je na drugim miejscu po Biblii wśród książek o największym nakładzie w historii. Ideologiczne znaczenie książeczki w Chinach spadło po 1978. Obecnie wydania Czerwonej książeczki oraz przedmioty opatrzone pochodzącymi z niej cytatami są obiektem zainteresowania kolekcjonerów, a ich ceny na rynku systematycznie rosną.
Książeczka ta wydana została w Pekinie także w języku polskim w 1968 i 1972 (bez przedmowy Lin Biao) i była rozdawana w Polsce przez chińską ambasadę.

## Układ książki
| Rozdział | Liczba cytatów | Oryginalny tytuł               | Tytuł polski                                                |
| -------- | -------------- | ------------------------------ | ----------------------------------------------------------- |
| 1        | 13             | 共产党                         | Partia komunistyczna                                        |
| 2        | 22             | 阶级和阶级斗争                 | Klasy i walka klasowa                                       |
| 3        | 28             | 社会主义和共产主义             | Socjalizm i komunizm                                        |
| 4        | 16             | 正确处理人民内部矛盾           | Właściwe traktowanie sprzeczności w łonie ludu              |
| 5        | 21             | 战争与和平                     | Wojna i pokój                                               |
| 6        | 10             | 帝国主义和一切反动派都是纸老虎 | Imperializm i wszyscy reakcjoniści są papierowymi tygrysami |
| 7        | 10             | 敢于斗争，敢于胜利             | Odważyć się toczyć walkę, odważyć się zdobyć zwycięstwo     |
| 8        | 10             | 人民战争                       | Wojna ludowa                                                |
| 9        | 8              | 人民军队                       | Armia ludowa                                                |
| 10       | 14             | 党委领导                       | Kierownictwo komitetów partyjnych                           |
| 11       | 22             | 群众路线                       | Linia mas                                                   |
| 12       | 21             | 政治工作                       | Praca polityczna                                            |
| 13       | 7              | 官兵关系                       | Stosunki między dowódcami a żołnierzami                     |
| 14       | 6              | 军民关系                       | Stosunki między armią a ludem                               |
| 15       | 8              | 三大民主                       | Trzy demokracje                                             |
| 16       | 9              | 教育和训练                     | Oświata i szkolenie                                         |
| 17       | 9              | 为人民服务                     | Służyć ludowi                                               |
| 18       | 7              | 爱国主义和国际主义             | Patriotyzm i internacjonalizm                               |
| 19       | 8              | 革命英雄主义                   | Heroizm rewolucyjny                                         |
| 20       | 8              | 勤俭建国                       | Budować kraj w sposób pracowity i oszczędny                 |
| 21       | 13             | 自力更生，艰苦奋斗             | Opierać się na własnych siłach, walczyć wytrwale i ofiarnie |
| 22       | 41             | 思想方法和工作方法             | Metody myślenia i metody pracy                              |
| 23       | 9              | 调查研究                       | Badanie i studiowanie                                       |
| 24       | 15             | 纠正错误思想                   | Wykorzenienie błędnych poglądów                             |
| 25       | 5              | 团结                           | Jedność                                                     |
| 26       | 5              | 纪律                           | Dyscyplina                                                  |
| 27       | 15             | 批评和自我批评                 | Krytyka i samokrytyka                                       |
| 28       | 18             | 共产党员                       | Komunista                                                   |
| 29       | 11             | 干部                           | Kadry                                                       |
| 30       | 7              | 青年                           | Młodzież                                                    |
| 31       | 7              | 妇女                           | Kobiety                                                     |
| 32       | 8              | 文化艺术                       | Kultura i sztuka                                            |
| 33       | 16             | 学习                           | Studiowanie                                                 |

## Wydania w języku polskim
- Wyjątki z dzieł Przewodniczącego Mao Tse-tunga. Wydawnictwo Obcych Języków, 1968, Pekin, 426 stron.
- Wyjątki z dzieł Przewodniczącego Mao Tsetunga. Wydawnictwo Obcych Języków, 1972, Pekin, 426 stron.
- Wyjątki z dzieł Przewodniczącego Mao Tse-tunga (Czerwona książeczka). Wydawnictwo Książki Niezwykłej XXL, 2006, Wrocław, 450 stron.